# Sesamum malabaricum
Sesamum malabaricum är en sesamväxtart som beskrevs av Johannes Burman. Sesamum malabaricum ingår i släktet sesamer, och familjen sesamväxter. Inga underarter finns listade i Catalogue of Life.